# Acalypha subsana
Acalypha subsana är en törelväxtart som beskrevs av Carl Friedrich Philipp von Martius och Luigi Aloysius Colla. Acalypha subsana ingår i släktet akalyfor, och familjen törelväxter. Inga underarter finns listade i Catalogue of Life.